# OpenERP

OpenERP är ett fritt affärssystem som omfattar försäljning, kundrelationer, projekthantering, lagerhantering, tillverkning, ekonomi och personalhantering och mycket mer. OpenERP har separata klient- och server-komponenter. 

## Arkitektur
Klientprogramvara omfattar både en webb-baserad klient och en fristående programvara utvecklad för GTK+ och en applikationsserver. Alla moduler i OpenERP är baserade på ramverket openobject , Python och databashanteraren Postgresql. 

## Integration
OpenERP innehåller integrationsmoduler för OpenOffice.org, LibreOffice och Thunderbird. Samtliga objekt har förutom klientgränssnittet också ett webbservice-gränssnitt med exempelvis XML-RPC-protokollet och en export- / import-möjlighet via filer. Modulen edi tillför en metod för att enkelt göra objekt tillgängliga via EDI. Det finns dessutom flera kopplingar till e-handelssystem och olika banker.

## Utökad funktionalitet
OpenERP har lanserat ett applikationsbibliotek med ca 2500 moduler, där alla OpenERP-baserade program är Fri Programvara. OpenERP Apps omfattar kompletta program som CRM, bokföring och projekthantering, såväl som väldigt specifika programvaror som kampanjautomatisering, e-handelsintegration, point-of-sales-programvara etc. OpenERP Apps inkluderar också vertikala applikationer för specifika sektorer, som Sjukhussystem (Medical MRP/HIS) , vagnpark , hotell, auktionshus, träningscenter, boklådor, tillverkningsindustrier, etc.
Den svenska grenen av användarföreningen arbetar med olika former av lokal anpassning som översättning och svenska kontoplaner. 

## Licens
Ägare av OpenERP är Belgien-baserade OpenERP s.a. (tidigare Tiny sprl). Upp till version 6.0, var OpenERP Server och GTK+-klienten släppta under GNU General Public License. Sedan version 6, är OpenERP Server och GTK+-klienten publicerade under AGPL version 3.0.. Syftet med övergången från GPL till AGPL var att säkerställa viktiga friheter när OpenERP används som molntjänst.
Webbklienten distribueras under “OpenERP Public License”. Den är baserad på Mozilla Public License (MPL) version 1.1. Från och med version 6.1 så är webbklienten integrerad som moduler i applikationsservern och delar därmed licensen AGPL version 3.0 med applikationsserver.